# Giacomo Bresadola
 (juin 2023).
Si vous disposez d'ouvrages ou d'articles de référence ou si vous connaissez des sites web de qualité traitant du thème abordé ici, merci de compléter l'article en donnant les références utiles à sa vérifiabilité et en les liant à la section « Notes et références ».
L'abbé Giacomo Bresadola (ou Giacopo Bresàdola) est un mycologue et botaniste italien, né à Ortisé (Mezzana, Trentin) le 14 février 1847 et mort à Trente le 9 juin 1929. Il est l'un des membres fondateurs, puis membre honoraire de la Société mycologique de France.

## Biographie
Né le 14 février 1847, de parents paysans du Trentin (alors possession autrichienne), il s'adonne très jeune à la botanique. Il va à l’école élémentaire à Mezzana, il est envoyé à neuf ans par son père à Cloz, dans le Val di Non, pour y poursuivre ses études auprès d’un oncle prêtre. Mais ce curé juge son comportement trop vif et le renvoie bientôt chez ses parents. En 1857, son père part à Montichiari (Brescia) tenir un commerce d’objets en cuivre. À douze ans, il part étudier à Rovereto à l’institut technique. Ne supportant pas de se voir attribuer la seconde place, alors qu’il avait été premier durant quatre ans de suite, il quitte ses études pour entrer au séminaire de Trente.
Après le sacerdoce, il est nommé dans les paroisses de Baselga di Pinè, puis de Roncegno (dans la Valsugana) et passe un an à Malè (Val di Sole). En 1878, il devient curé à Magràs (Val di Sole), où il restera cinq ans. Il commence à s’intéresser à la botanique et fréquente Francesco Ambrosi (1821-1897). Celui-ci lui fait rencontrer le bryologiste Gustavo Venturi (1830-1898). C’est le grand nombre de champignons qu’il découvre durant ses excursions ainsi que sa rencontre avec plusieurs mycologues qui le décident à s’intéresser à la mycologie. C’est ainsi qu’il rencontre Pier Andrea Saccardo (1845-1920), professeur de botanique à l’université de Padoue et célèbre mycologue. Celui-ci l’oriente vers Lucien Quélet (1832-1899), puis vers Émile Boudier (1828-1920), avec qui il sympathisera. Dès lors, il va entretenir une intensive correspondance avec les spécialistes italiens et étrangers
Dès 1881, il publie le premier fascicule de ses Fungi tridentini novi vel novum vel nondum delineati, qu'il achèvera en 1892 avec un total de 217 planches et 232 pages de texte. En 1884, il part à la cure de Trente et est nommé administrateur des domaines épiscopaux à Trente de 1887 à 1910, où il résidera toute sa vie.
Il devient, avec Lucien Quélet (1832-1899) et Adalbert Ricken (1851-1921), le spécialiste incontesté des Agaricomycètes, puis celui des Aphyllophoromycetidae avec Narcisse Théophile Patouillard (1854-1926) et le chanoine Hubert Bourdot (1861-1937), enfin, celui des Discomycètes avec Émile Boudier (1828-1920).
Il se passionne alors pour les espèces exotiques et publie des observations sur les spécimens qu'il reçoit de toutes les parties du monde (Cameroun, Congo, Hongrie, Saxe, Pologne, îles Sao Tomé-et-Principe, Samoa, etc.) et détermine avec une grande précision.
Sous les auspices de la Société botanique italienne et du Musée d'histoire naturelle de Trente, il s'attelle à une monumentale Iconographia mycologica, œuvre en partie posthume comprenant 25 tomes et 1250 planches en couleur.
En 1910, il prend alors sa retraite et doit compter sur ses amis et ses relations pour toucher une pension convenable. Mais la Première Guerre mondiale diminue considérablement sa valeur et l’oblige, afin de survivre lui et sa gouvernante, à vendre peu à peu sa riche bibliothèque, son herbier et ses dessins originaux. En 1927, l’université de Padoue lui décerne un titre de docteur honoris causa et le gouvernement italien le nomme chevalier de la couronne. Il meurt à Trente le 9 juin 1929 et est enterré aux frais de la ville. Celle-ci installe une statue de Bresadola, œuvre de Davide Rigatti dans le jardin devant la gare ferroviaire.
Bresadola est l’auteur de 1017 espèces de champignons, une quinzaine de genres dans environ soixante publications, presque toutes écrites en latin. Ses collections sont conservées dans diverses institutions. Le muséum de Stockholm en conserve la plus importante (trente mille espèces) mais aussi celui de Washington, de Trente, d’Uppsala, de Leyde, de Paris, etc.

## Publications
- 1881 : Fungi Tridentini novi, vel nondum delineati, descripti, et iconibus illustrati
- 1890 : Fungi Kamerunenses a cl. viro Joanne Braun lecti, additis nonnullis aliis novis, vel criticis ex regio museo bot. Berolinensi. Bulletin de la Société mycologique de France 6 (1): 32-49.
- 1891 Fungi Lusitani collecti a cl. viro Adolphus Fr. Moller, anno 1890. Boletim da Sociedade Broteriana 9: 1-9 [reprint pag.].
- 1891 : Champignons de la Hongrie. Revue Mycologique Toulouse 13: 20-33.
- 1892 : Fungi aliquot Saxonici novi lecti a cl. W. Krieger. Hedwigia 31: 40-41.
- 1893 : Fungi aliquot Saxonici novi lecti a cl. W. Krieger. Hedwigia 32: 32-[?].
- 1894 : Fungi aliquot Saxonici novi vel critici a cl. W. Krieger lecti (contributio III ad Floram Mycol. Saxoniae). Hedwigia 33: 206-210.
- 1896 : Fungi aliquot Saxonici novi a cl. W. Krieger lecti. IV. Hedwigia 35: 199-[200].
- 1896 : Fungi Brasilienses lecti a cl. Dr Alfredo Möller. Hedwigia 35: 276-302.
- 1897 : Hymenomycetes Hungarici Kmetiani. Atti dell'I.R. Accademia di Scienze Lettere ed Arti degli Agiati in Rovereto Ser. 3 3: 66-[114].
- 1899 : I funghi mangerecci e velenosi dell'Europa media con speciale riguardo a quelli che crescono nel Trentino (première édition).
- 1900 : Fungi aliquot Saxonici novi. VI. Hedwigia 39: 325-[347].
- 1900 : Hymenomycetes Fuegiani a cl. P. Dusén et O. Nordenskjöld lecti. K. Vetenskaps-Akademiens Förhandlingar 2: 311-316.
- 1900 : Hymenomycetes fuegiani a Dusén, Nordenskjold lecti. Wissenschaftliche Ergebnisse der Schwedischen Expedition nach den Magellansländern. 1895-1897 Band. III.
- 1902 : Mycetes Lusitanici novi. Atti dell'I.R. Accademia di Scienze Lettere ed Arti degli Agiati in Rovereto Ser. 3 8: 128-133.
- 1903 : Fungi Polonici a cl. Viro B. Eichler lecti (continuatio). Annales Mycologici 1 (1-2): 65-131, 1 planche.
- 1903 : Fungi Polonici. Annales Mycologici 1 (1): 65-96.
- 1903 : Mycologia Lusitanica. Diagnoses fungorum novorum. Brotéria Ser. Botânica 2: 87-92.
- 1905 : Hymenomycetes novi vel minus cogniti. Annales Mycologici 3: 159-164.
- 1906 : I funghi mangerecci e velenosi dell'Europa media con speciale riguardo a quelli che crescono nel Trentino. II edizione riveduta ed aumentata. Trento: Stab. Lit. Tip. Giovanni Zippel 1906. 8vo, p (1-5) 6-142 et 121 planches (dont 120 lithographies coul.).
- 1908 : Fungi aliquot Gallici novi vel minus cogniti. Annales Mycologici 6: 37-47.
- 1908 : Drittes Verzeichniss zu meiner Exsiccatenwerk `Fungi Selecti Exsiccati', Serien IX-XII (201-300). Verhandlungen des Botanischen Vereins der Provinz Brandenburg 50: 29-51.
- 1911 : Fungi Congoenses. Annales Mycologici 9: 266-276.
- 1911 : Adnotanda mycologica. Annales Mycologici 9 (4): 425-428.
- 1912 : Polyporaceae Javanicae. Annales Mycologici 10: 492-508.
- 1912 : Basidiomycetes Philippinenses. Series I. Hedwigia 51 (4): 306-326.
- 1912 : Basidiomycetes Philippinenses. Series II. Hedwigia 53: 46-80.
- 1913 : Champignons de Congo Belge. Bulletin du Jardin Botanique de l'État à Bruxelles 4: 6-30.
- 1915 : Neue Pilze aus Sachsen. Annales Mycologici 13: 104-106.
- 1915 : Basidiomycetes Philippinenses. Series III. Hedwigia 56 (4): 289-307.
- 1916 : Synonymia et adnotanda mycologica. Annales Mycologici 14 (3-4): 221-242.
- 1920 : Selecta mycologica. Annales Mycologici 18 (1-3): 26-70.
- 1925 : New species of fungi. Mycologia 17 (2): 68-77.
- 1926 : Selecta mycologica II - Studi Trentini Sen Il. Sci. Nat. ed. Econ. 7 (1): 51-81.
- 1927 [publ. 1928] : Iconografia Mycologica 3: 101-150. Mediolani.
- 1929 : Iconografia Mycologica 9: 401-450.
- 1929 : Iconografia Mycologica 12: 551-600.
- 1930 : Iconografia Mycologica 16: 751-800.
- 1893 : Bresadola, G., Hennings, P. & Magnus, P.. Die von Herrn P. Sintenis auf der Insel Portorico 1884-1887 gesammelten Pilze. Botanische Jahrbücher für Systematik, Pflanzengeschichte und Pflanzengeografie 17: 489-501, 1 planche.
- 1897 : Bresadola, G. & Saccardo, P.A.. Enumerazione dei funghi della Valsesia raccolti dal Ch. Ab. Antonio Carestia. Malpighia 11: 241-325.
- 1899 (1900) : Bresadola, G. & Saccardo, P.A.. Fungi Congoenses. Bulletin de la Société Royale de Botanique de Belgique 38: 152-168, 5 planches.

## Taxonsdécrits par Bresadola
Genres :
- Bourdotia (Bres.) Bres. & Torrend, Broteria, ser. bot. 11: 88 (1913)
- Copelandia Bres., Hedwigia 53: 51 (1912)
- Jaapia Bres., Annls mycol. 9: 428 (1911)

Espèces et sous-espèces :
- Asterostroma laxum, Asterostroma medium, Asterostroma ochroleucum
- Collybia dryophila var. peronata, var. vernalis  Schulzer & Bresadola
- Corticium queletii
- Cortinarius variegatus, Cortinarius variegatus var. marginatus
- Cyphella alboflavida, Cyphella cochlearis
- Dacrymyces palmatus (Schweinitz) Bresadola 1904
- Discina leucoxantha, Discina melaleuca, Discina repanda var. terrestris
- Eichleriella leucophaea
- Entoloma excentricum
- Exidia umbrinella
- Exobasidium graminicola
- Ganoderma pfeifferi
- Gloeoporus dichrous (Fries) Bresadola 1912
- Gyromitra leucoxantha
- Hebeloma fusipes, Hebeloma hiemale
- Helvella queletii
- Heterochaete delicata (Klotzsch ex Berkeley) Bresadola
- Hygrophorus marzuolus (Fries : Fries) Bresadola, H. queletii
- Hymenochaete fuliginosa (Persoon) Bresadola
- Inocybe cookei, Inocybe fulvella, Inocybe fulvida, Inocybe hirtella, Inocybe incarnata, Inocybe patouillardii, Inocybe rhodiola, Inocybe umbrina
- Jaapia argillacea
- Lactarius uvidus var. pallidus,
- Lactarius boudieri, Lactarius helveola, Lactarius ignicolor, Lactarius lignicolor, Lactarius lilacea, Lactarius rubella
- Melanoleuca paedida, Melanoleuca phaeopodia
- Morchella tridentina
- Mycena arcangeliana, Mycena olida
- Nectria galligena
- Panaeolus guttulatus
- Panellus stipticus var. albus
- Peniophora frangulae, Peniophora nuda (Fries) Bresadola 1897, Peniophora proxima, Peniophora versicolor
- Peziza praetervisa
- Phlebia livida (Persoon : Fries) Bresadola 1897
- Phylloporus rhodoxanthus (Schweinitz : Fries) Bresadola
- Pluteus diettrichii, Pluteus granulatus, Pluteus luteus, Pluteus murinus
- Russula azurea, Russula chloroides (Krombholz) Bresadola, Russula elegans, Russula lilacea var. carnicolor, R. olivacea var. pavonina, Russula puellaris var. leprosa, Russula purpurascens, Russula similis, Russula torulosa, Russula turci
- Sebacina carneola, Sebacina plumbea Bresadola & Torrend 1913
- Septobasidium carestianum, Septobasidium cavarae, Septobasidium fuscoviolaceum, Septobasidium marianii
- Torrendia pulchella
- Tricholoma goniospermum, Tricholoma squarrulosum, Tricholoma sulfurescens
- Tulasnella brinkmannii, Tulasnella eichleriana, Tulasnella fuscoviolacea, Tulasnella pinicola
- Tulostoma armillatum, Tulostoma melanocyclum
- Vuilleminia megalospora

## Taxonsdédiés à Bresadola
Espèces :
- Agaricus bresadolae Schulzer, [= Lepiota, Leucocoprinus, = Leucoagaricus americanus)
- Agaricus bresadolanus Bohus (1969)
- Alternaria bresadolae (Parisi) P. Joly (1964);
- Amanita bresadolae Schulzer;
- Amanita bresadolae (Rick) Rick (1937)
- Anixia bresadolae Höhn.
- Apiocrea bresadolana (A. Møller) G.R.W. Arnold (1972)
- Armillaria bresadolae Rick (1907)
- Ascochyta bresadolae Sacc. & P. Syd. (1899)
- Ascophanus bresadolae Boud. (1907)
- Astrosporina bresadolae (Massee) E. Horak (1979)
- Auricularia bresadolae Schulzer
- Boletus bresadolae Quél. (1881), [Boletopsis b., Suillus laricinus var. (= Suillus viscidus var. b.)]
- Boletus bresadolae Schulzer (1885)
- Boletus bresadolanus J. Blum (1970)
- Bovista bresadolae (Schulzer) De Toni
- Cellularia bresadolae (Schulzer) Kuntze (1898)
- Cenangium bresadolae Rehm (1896), (= Encoeliopsis bresadolae)
- Ceriporia bresadolae (Bourdot & Galzin) Bondartsev & Singer
- Ciborinia bresadolae (Rick) J.T. Palmer (1992)
- Clavaria bresadolae Quél. (1888), (= Mucronella bresadolae)
- Clavaria bresadolae Cavara (1891), (= Ramariopsis pulchella)
- Clitocybe bresadolae R. Schulz
- Clitocybe bresadolana Singer (1937)
- Collybia bresadolae Sacc. & D. Sacc. (1962), (= Gymnopus erythropus)
- Coprinus bresadolae Schulzer (1885)
- Corticium bresadolae Bourdot (1910), (= Granulobasidium vellereum)
- Corticium bresadolae Sacc. & Trotter (1910)
- Corticium bresadolanum Sacc. & Trotter (1912), [Byssocristella bresadolana (Sacc. & Trotter) Jülich (1973), (= Tomentellopsis bresadolana)]
- Cortinarius bresadolae Schulzer
- Cortinarius bresadolanus Moënne-Locc. & Reumaux (1995)
- Coryne bresadolae Rehm;
- Crepidotus bresadolae Pilát (1948), (= Crepidotus versutus)
- Cronartium bresadolanum Henn. (1895)
- Cyclomyces bresadolae Henn. ex G. Cunn. (1965)
- Cyphella bresadolae Grelet (1922), (= Merismodes bresadolae)
- Dendryphion bresadolellae Höhn.
- Diplodia bresadolae Tassi (1896)
- Diplonaevia bresadolae (Rehm) B. Hein (1983)
- Encoeliopsis bresadolae (Rehm) J.W. Groves (1969)
- Favolus bresadolanus Speg. (1926), (= Favolus tenuiculus)
- Flammula bresadolae Schulzer (1885)
- Galerina bresadolana Bon (1983)
- Gibberella bresadolae (Rick) L. Holm (1968)
- Gibberidea bresadolae Rick
- Globaria bresadolae Schulzer
- Grandinia bresadolae P. Karst. (1898)
- Hericium bresadolae (Quél.) Malençon (1958), (= Mucronella bresadolae)
- Hydnum bresadolae Quél. (1891)
- Hygrophorus bresadolae Quél. (1881)
- Hyphoderma bresadolae Jülich (1974)
- Hypochnus bresadolae Brinkmann (1903), (= Tomentella stuposa)
- Hypomyces bresadolae Sacc.
- Hypomyces bresadolanus A. Møller (1901)
- Hypoxylon bresadolae (Theiss.) P.M.D. Martin (1967)
- Infundibulicybe bresadolana (Singer) Harmaja (2003)
- Inocybe bresadolae Massee (1904)
- Inocybe bresadolana Bon (1983)
- Irpex bresadolae Schulzer (1885), (= Irpex lacteus)
- Lachnella bresadolae Strasser
- Lactarius bresadolanus Singer
- Laetinaevia bresadolae (Rehm) Petr. (1940)
- Lentinus bresadolae Schulzer (1885), (= Panus conchatus)
- Lenzites bresadolae Schulzer (1885)
- Lepiota bresadolae Henn.
- Leptonia bresadolae Schulzer
- Leptosphaeria bresadolana Jaap (1916)
- Macrosporium bresadolae Parisi (1922)
- Marasmius bresadolae Kühner & Romagn. (1953), (= Gymnopus erythropus)
- Melanoleuca bresadolana Bon (1988)
- Merismodes bresadolae (Grelet) Singer (1975)
- Microporus bresadolae (Schulzer) Kuntze (1898)
- Microsphaera bresadolae (Quél.) Bres.
- Mucronella bresadolae (Quél.) Corner (1970)
- Mycena bresadolae Schulzer
- Mycena bresadolana Robich & Neville (1998)
- Myriogenospora bresadolana Henn. (1902)
- Naevia bresadolae Rehm
- Neogodronia bresadolae (Rehm) Schläpf.-Bernh. (1969), (= Encoeliopsis bresadolae)
- Omphalia bresadolae Maire
- Pezizella bresadolae Rehm
- Phellinus bresadolanus Teixeira (1992), (= Hydnochaete peroxydata)
- Phlebia bresadolae Parmasto (1967)
- Phloeospora bresadolae Allesch.
- Phoma bresadolae Sacc.
- Phyllosticta bresadolae Sacc. & D. Sacc.
- Phyllosticta bresadolana Bubák & Kabát (1906)
- Pilosace bresadolae Schulzer
- Pirottaea bresadolae Sacc. (1889), (= Pirottaea bresadolae var. bresadolae)
- Podosphaera bresadolae Quél.
- Polyporus bresadolae Schulzer (1885)
- Polyporus bresadolanus (Speg.) Popoff & J.E. Wright (1998), (= Favolus tenuiculus)
- Polystictus bresadolae (Schulzer) Sacc. (1888), (= Irpex lacteus)
- Polystictus bresadolanus Speg. (1919)
- Poria bresadolae Bourdot & Galzin (1925)
- Pterula bresadolana Henn. (1893)
- Ramularia bresadolae U. Braun (1991)
- Rhabdospora bresadolae Allesch.
- Rosellinia bresadolae Theiss. (1908)
- Russula bresadolae Schulzer
- Scleroderma bresadolae Schulzer
- Sclerotinia bresadolae Rick (1990), (= Ciborinia bresadolae)
- Sebacina bresadolae Lloyd (1925)
- Septobasidium bresadolae Pat.
- Septoria bresadolae Teterevn. (1984)
- Septoria bresadolana K. Krieg. (1915)
- Stemphylium bresadolae Neerg. (1945)
- Stereum bresadolanum Lloyd (1913), (= Podoscypha involuta)
- Thelephora bresadolae Schulzer (1885)
- Thelephora bresadolae Henn. (1901)
- Tomentella bresadolae (Brinkmann) Bourdot & Galzin (1908), (= Tomentella stuposa)
- Tomentellopsis bresadolana (Sacc. & Trotter) Jülich & Stalpers (1980)
- Trametes bresadolae Ryvarden (1988)
- Tricholoma bresadolae Schulzer (1977)
- Tricholoma bresadolanum Clémençon (1977)
- Tubercularia bresadolae Sacc. & D. Sacc.
- Tulostoma bresadolae Petri (1904)
- Typhula bresadolae (Sacc. & Dalla Costa{?}) Trotter (1925)
- Uromyces bresadolae Tranzschel (1910)
- Volvaria bresadolae Trotter
- Xylodon bresadolae (Schulzer) Kuntze (1898), (= Irpex lacteus)

Sous-espèces :
- Agaricus campestris var. bresadolae Istv.
- Cortinarius dibaphus var. bresadolae (M.M. Moser) Quadr. (1985)
- Cortinarius helvolus var. bresadolae Rob. Henry & Ramm (1989)
- Cortinarius livor var. bresadolae M.M. Moser (1983),(1986)
- Cortinarius nemorosus var. bresadolae (M.M. Moser) Bon & Gauge{?} (1975)
- Cortinarius saturninus var. bresadolae Moser [Hydrocybe saturnina var. bresadolae M.M. Moser (1953)]
- Cortinarius uraceus var. bresadolae Schulzer
- Cortinarius vibratilis var. bresadolae Kühner (1959),(1989)
- Galerina cerina var. bresadolae A.H. Sm. & Singer (1955)
- Odontia junquillea var. bresadolae Sacc. & Dalla Costa{?} (1915)
- Phlegmacium dibaphum var. bresadolae M.M. Moser (1960)
- Russula atropurpurea var. bresadolae (Schulzer) Singer (1932) [R. krombholzii f. bresadolae (Schulzer) Bon (1988) [var. b. (1990)]
- Russula delica var. bresadolae Singer (1938)
- Suillus aeruginascens var. bresadolae (Quél.) M.M. Moser (1967), [= Suillus viscidus var. b. (Quél.) Bon (1988)]
- Tomentella jaapii subsp. bresadolae (Brinkmann) Bourdot & Galzin (1924), (= *Tomentella stuposa)
- Typhula muscicola subsp. bresadolae Sacc. & Dalla Costa{?} (1915)